# Iselma brunneipes
Iselma brunneipes es una especie de coleóptero de la familia Meloidae.

## Distribución geográfica
Habita en Sudáfrica, Namibia.